# Kripta
Kripta (lat. Crypta iz grške κρύπτη kryptē 'skrito v oboku) je v arhitekturi kamnita komora ali prostor v tleh za pokopni obok, ki lahko vsebuje sarkofage, krste ali relikvije. Prvotno je pomenila večjo grobnico v katakombah.
V starokrščanskem času so bili kriptam podobni prostori namenjeni grobovom. Kripta se je razvila v 8. do 9. stol. kot poseben, na pol v zemljo vgreznjen prostor pod prezbiterijem kot na primer v opatiji Saint-Germain en Auxerre, pozneje pa pod korom, glavno in prečnimi ladjami, namenjene za shranjevanje relikvij ali pokop cerkvenih dostojanstvenikov oziroma svetnikov. V nekaterih cerkvah se kripta nahaja pod dvignjenim korom, samo delno podkletena, kot na primer v cerkvi sv. Mihaela v Hildesheimu, Nemčija

## Razvoj
Kripte so enocelični ali več ladijski banjasto ali križno obokani prostori. Oboke več ladijskih kript nosijo stebri (v zgodnjeromanski kripti stolnice
na Krki na Koroškem je 100 stebrov). Kripte, kot pomožen sakralni prostor, imajo posebne vhode in tudi lasten oltar, ter se razlikujejo od grobnic, ki nimajo posebnega vhoda in liturgnične funkcije.
Prve znane kripte so iz zgodnjega krščanskega obdobja, zlasti v Severni Afriki pri Chlefu in Djemila v Alžiriji in bizantinski Saint John studio v Carigradu. Kjer so bile krščanske cerkve zgrajene nad mitrejem, je bil ta pogosto prilagojen in je služil kot kripta.
Znamenita kripta v stari baziliki sv. Petra v Rimu je bila narejena okoli leta 600, kot prostor, ki je omogočal romarjem pogled na grob svetega Petra, ki je bila po rimskem načinu, neposredno pod oltarjem. Kripta je bila dostopna iz podzemnega hodnika pod svetiščem, kjer so romarji vstopali po vstopnih stopnicah, mimo groba proti izstopu, brez prekinjanja dela duhovniške skupnosti pred oltarjem neposredno nad grobnico. 
Kripte so bile prevzete v frankovske cerkvene stavbe sredi 8. stoletja, kot značilnost romanizacije. Njihova priljubljenost se je nato razširila po zahodni Evropi pod Karlom Velikim. Primeri iz tega obdobja so najbolj pogosti na zgodnjesrednjeveškem zahodu, na primer v Burgundiji v Dijonu in Tournusu.
Po 10. stoletju so zgodnjesrednjeveške zahteve za kripto zbledele, ko so cerkveni uradniki dovolili relikvije shranjevati v glavnem delu cerkve. Le redko so bile kripte zgrajene v gotiki, so pa pokope nadaljevali v grobnicah v tleh cerkve.

## Grobnice
V sodobnem smislu je kripta največkrat kamnita komora s prekati za pokop in shranjevanje pokojnika. Običajno jih najdemo na pokopališčih in v javnih verskih objektih, kot so cerkve in katedrale, občasno pa tudi pod mavzoleji ali kapelami na zasebnih posestvih. Bogate ali pomembne družine imajo pogosto »družinsko grobnico«, v kateri so pokopani vsi člani družine. Mnoge kraljeve družine imajo velike grobnice, ki vsebujejo desetine nekdanjih članov rodbine. V nekaterih krajih je nad tlemi kripte mavzolej, ki predstavlja kakršno koli izdelano stavbo, namenjeno grobišču, za eno osebo ali poljubno število ljudi.
V 19. stoletju je bil trend izgradnje grobnic na srednje velikih in velikih družinskih posestvih, običajno subtilno na robu tega ali bolj pogosto v kleti palače. Po zamenjavi lastnika so ti pogosto onemogočili dostop na to področje.

## Galerija
- Kripta v katedrali Bayeux, Francija (11. st.)
- Kripta v katedrali Bayeux, Francija
- Kripta v baziliki Saint-Sernin, Toulouse
- Kripta v Worcesterski katedrali
- Notranjost kripte v cerkvi St. Eusebius, Arnhem
- Wasserkirche, Zürich s tki. 'Martyr kamen' (Felix in Regula)
- Grossmünster, kripta s kipom Karla Velikega
- Katedrala v Dresdnu, kripta dinastije Wettinz oltarjem Requiem.